# 盘河村 (海原县)
盘河村，宁夏回族自治区中卫市海原县七营镇辖下的行政村之一，位于七营镇东北7.5公里处，因清水河在此自西南至东北盘旋一周而得名。是甘盘公路西起点。人口1300至1500，居民族份为汉族，无回民。是宁夏引黄灌区，农业以经济作物为主，生产枸杞、葵花、葱、小包菜、香蕉、小胡萝卜、豆瓣菜等作物。

## 历史
1936年，中国工农红军西征时，邓小平同志在此驻留。盘河村是原属于宁夏固原市七营镇的一个小村子，2008年，固原市原州区七营镇划归海原县管辖。

## 邮编及区号
邮编：756007 区号：0954

## 村内资源
黄玉，银矿。

## 村里单位
盘河村信用社，盘河村粮站，盘河村卫生院。